# Perizoma albida
Perizoma albida là một loài bướm đêm trong họ Geometridae.